# Domkowo
Domkowo – wieś w Polsce położona w województwie warmińsko-mazurskim, w powiecie ostródzkim, w gminie Grunwald. W latach 1975–1998 miejscowość administracyjnie należała do województwa olsztyńskiego.

## Historia
Domkowo odnotowano po raz pierwszy w źródłach pisanych w 1335 r. jako dobra rycerskie. W czasach krzyżackich wieś podlegała pod komturię w Ostródzie, były to dobra rycerskie o powierzchni 30 włók. Wieś, wraz z istniejącym tu młynem, uległy zniszczeniu w czasie wojny polsko-krzyżackiej (1409-1411). W 1470 r. Chrystian Lichtenwald sprzedał wieś Piotrowi Ślubawskiemu, a ten w 1478 sprzedał kolejnemu właścicielowi – Niklasowi z Gierzwałdu. W 1480 r. 20 włók w Domkowie kupił Marcin Swartowski a 9 włók Mikołaj Czereśny. W tym okresie współwłaścicielem Domkowa był także Marcin Kwiatkowski, który posiadał wraz z trzema synami 8 włók. W 1540 r. na 30 włokach osadzonych było 9. wolnych chłopów. W latach 1533–1565 właścicielem majątku ziemskiego w Domkowie był Jakub Birckham z Gierzwałdu. Według dokumentów w 1576 r.  wolni chłopi posiadali 17 włók, a Birckham – 13. W 1631 r. Jan Stukliński sprzedał 4 włoki Feliksowi Birckhamowi. W tym samm czasie Fryderyk Kownacki zamienił z Michalem Opingerem swoje dwie włóki w Lichtajnach na 4 włóki w Domkowie. W 1665 r. włościcielem Donkowa był dzierżawca starostwa olsztyneckiego niejaki von Hoverbeck (był w posiadaniu także Dąbkowa, Baranowa i Grunwaldu).
W XIX w. we wsi była papiernia. W 1820 r. papiernia i młyn należały do radcy wojennego o nazwisku Linka. W tym czasie we wsi było 28 domów i mieszkało 99 osób. W 1861 r. we wsi, obejmującej 2908 mórg ziemi, działała papiernia oraz kuźnia. We wsi było 188 mieszkańców. W 1885 r., w Domkowie mieszkało 136 osób.. W 1925 r. wieś miała 306 mieszkańców a w 1939 – 291.

## Zabytki
W okolicach Domkowa znajduje się grodzisko z XI wieku zwane Pogańską Górą. Podczas badań archeologicznych prowadzonych w obrębie zespołu osadniczego w Domkowie pozyskano materiał ceramiczny, wykazujący silne związki z wyrobami garncarskimi ze słowiańskiej strefy chełmińsko-dobrzyńskiej. Położony 1,9 km na północny wschód od wsi obiekt ulokowany jest na wysokiej prawej krawędzi doliny rzeczki Dylewki. Grodzisko o owalnej, wydłużonej po linii NNW – SSE formie (65x40m) posiada majdan (33x22 m) otoczony wałem, którego maksymalna wysokość wynosi 5 m (w południowej części).
W południowo-zachodniej części wału bardzo wyraźnie czytelny w terenie jest wjazd bramny. W północno-zachodniej partii obwałowanie ulega destrukcji, w wyniku osypywania się. Od strony południowej obiekt odcięty jest od nasady cypla suchą fosą o szerokości 6 m. Na majdanie i koronie wału odkryto fragmenty naczyń glinianych. Na południe i wschód od grodziska zarejestrowano ślady osady przygrodowej. 